# Aframomum stanfieldii
Aframomum stanfieldii är en enhjärtbladig växtart som beskrevs av Frank Nigel Hepper. Aframomum stanfieldii ingår i släktet Aframomum och familjen Zingiberaceae. Inga underarter finns listade i Catalogue of Life.